# Dietmar Zöller
Dietmar Zöller (ur. 1969 w Balige na Sumatrze w Indonezji) – osoba z autyzmem, autor autobiograficznej książki.
Urodził się w niemieckiej rodzinie w Balige na Sumatrze w Indonezji. Rodzicami są Marlies i Klaus. Ma dwóch starszych braci: Gernota i Rüdigera. Zöllerowie powrócili do Niemiec w 1970 ze względu na zły stan zdrowia Dietmara.
W niemowlęctwie przechodził malarię oraz zapaść krążeniową. Nie rozwijał się dobrze nawet po powrocie do Niemiec. Autyzm rozpoznano u niego w 4 roku życia.
Jest autorem książki Gdybym mógł z wami rozmawiać..., będącej zbiorem listów z lat 1976 - 1988, jakie pisał do członków rodziny oraz nauczycieli i terapeutów. Znajdują się tam też niektóre jego wypracowania szkolne, relacje z rodzinnych wycieczek po krajach Europy i Maroku, prace plastyczne i wiersze. Są opatrzone jego komentarzami.
W książce pisze o swoich trudnościach z postrzeganiem świata, nauką oraz kontrolowaniem zachowania. W przezwyciężeniu ich pomogła mu głównie jego matka, z zawodu nauczycielka, która poświęciła wiele czasu na indywidualną pracę z synem.